# 鳩ヶ谷宿

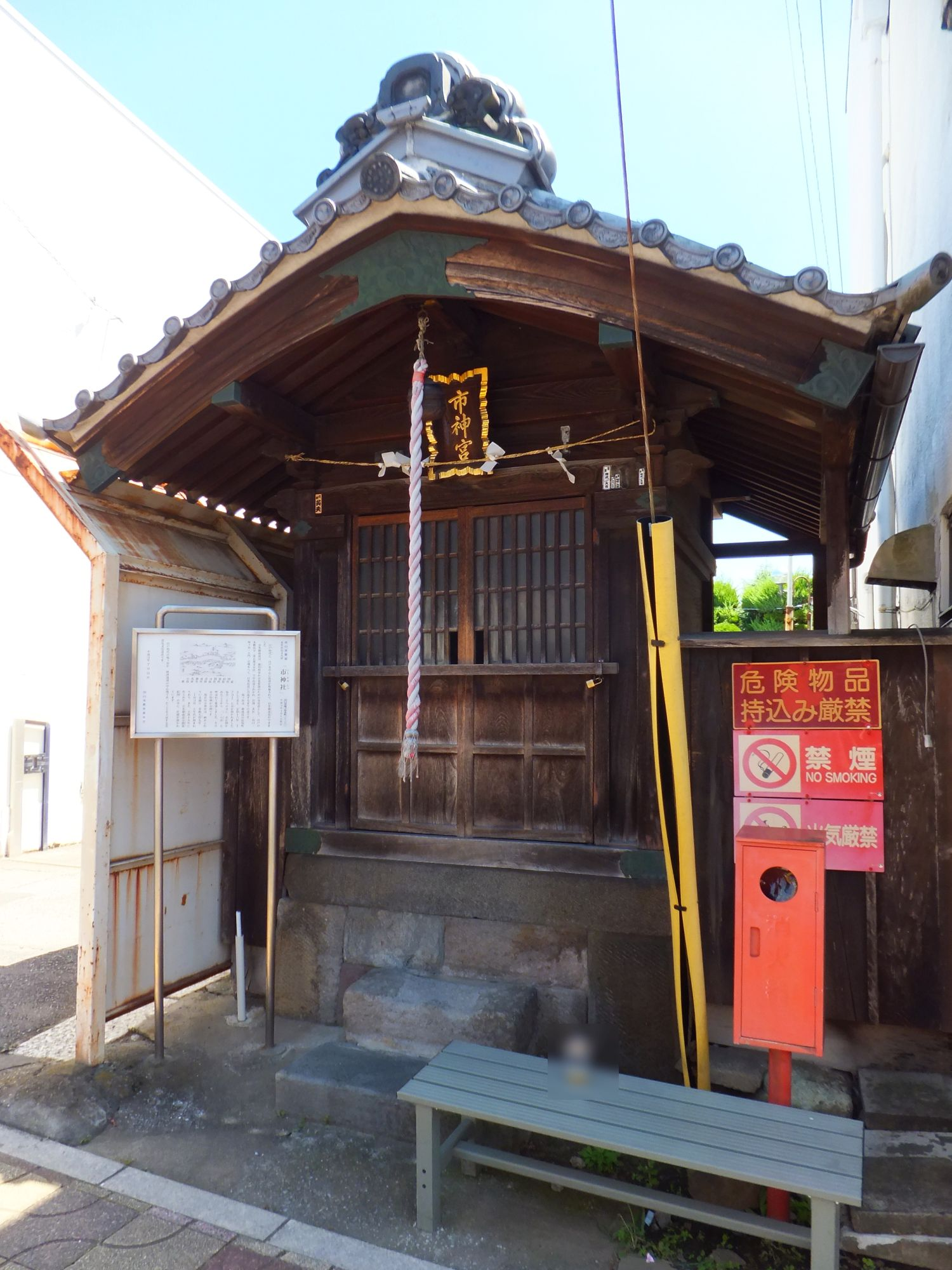
鳩ヶ谷宿の市神社

鳩ヶ谷宿（はとがやしゅく）は、江戸時代に整備された日光御成道の宿場町。現在の埼玉県川口市鳩ヶ谷地区にあたる。

## 概要
現在も江戸時代の町割りが現存している。また、国の登録有形文化財となった老舗店舗も所在するなど、古い街並みに面影が残る。本陣の模型を日光御成街道沿いにある郷土資料館で展示している。
2012年11月、旧宿場町の歴史を背景に「川口宿 鳩ヶ谷宿 日光御成道まつり」が初めて開催された。旧鳩ケ谷宿付近と川口市南部の旧川口宿付近で、松平健などが出演し大名行列が再現された。以降2014年11月（この時も大名行列が再現された）、2016年10月、2018年11月に開催されている。

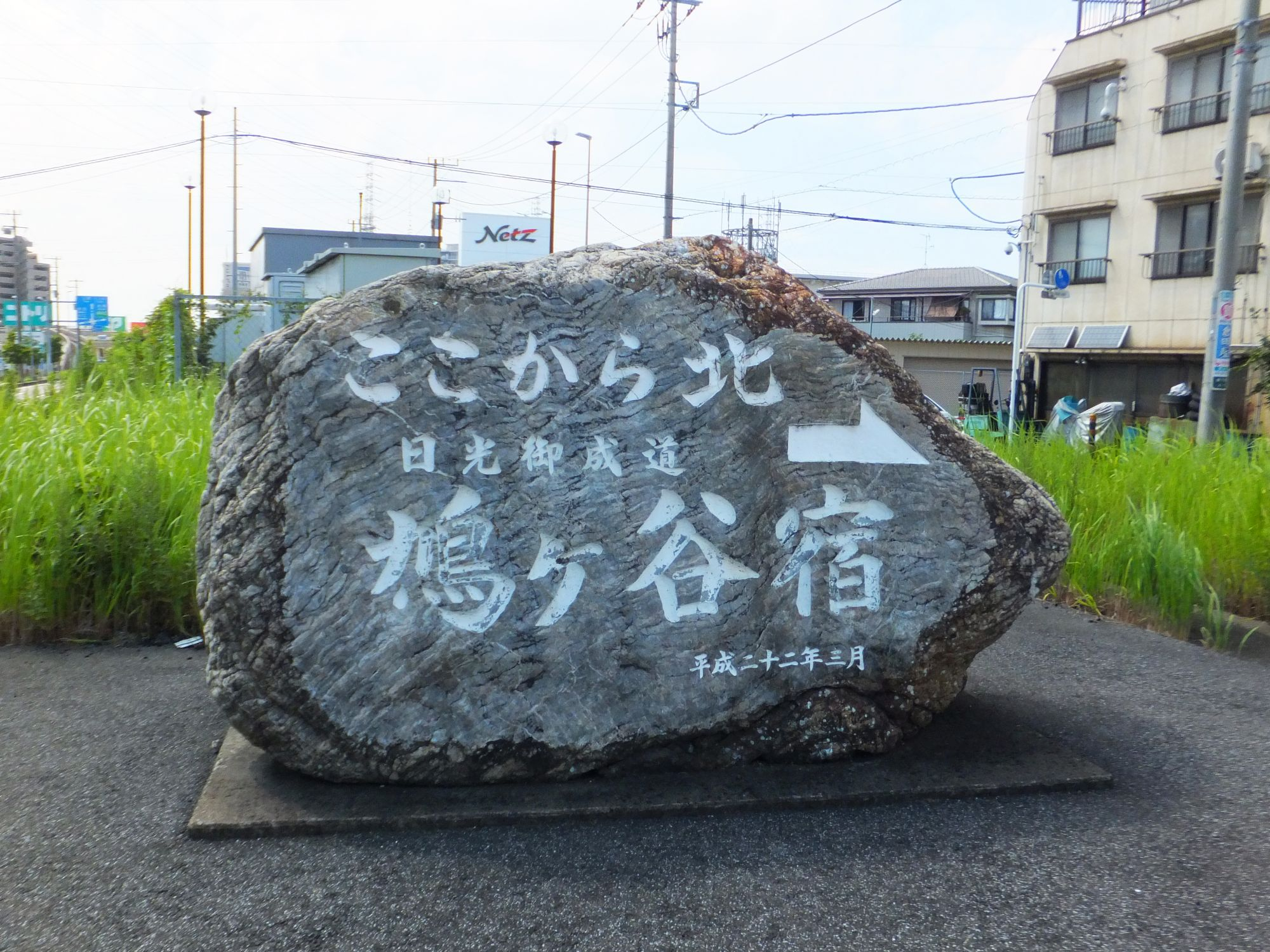
鳩ヶ谷宿入口の案内石
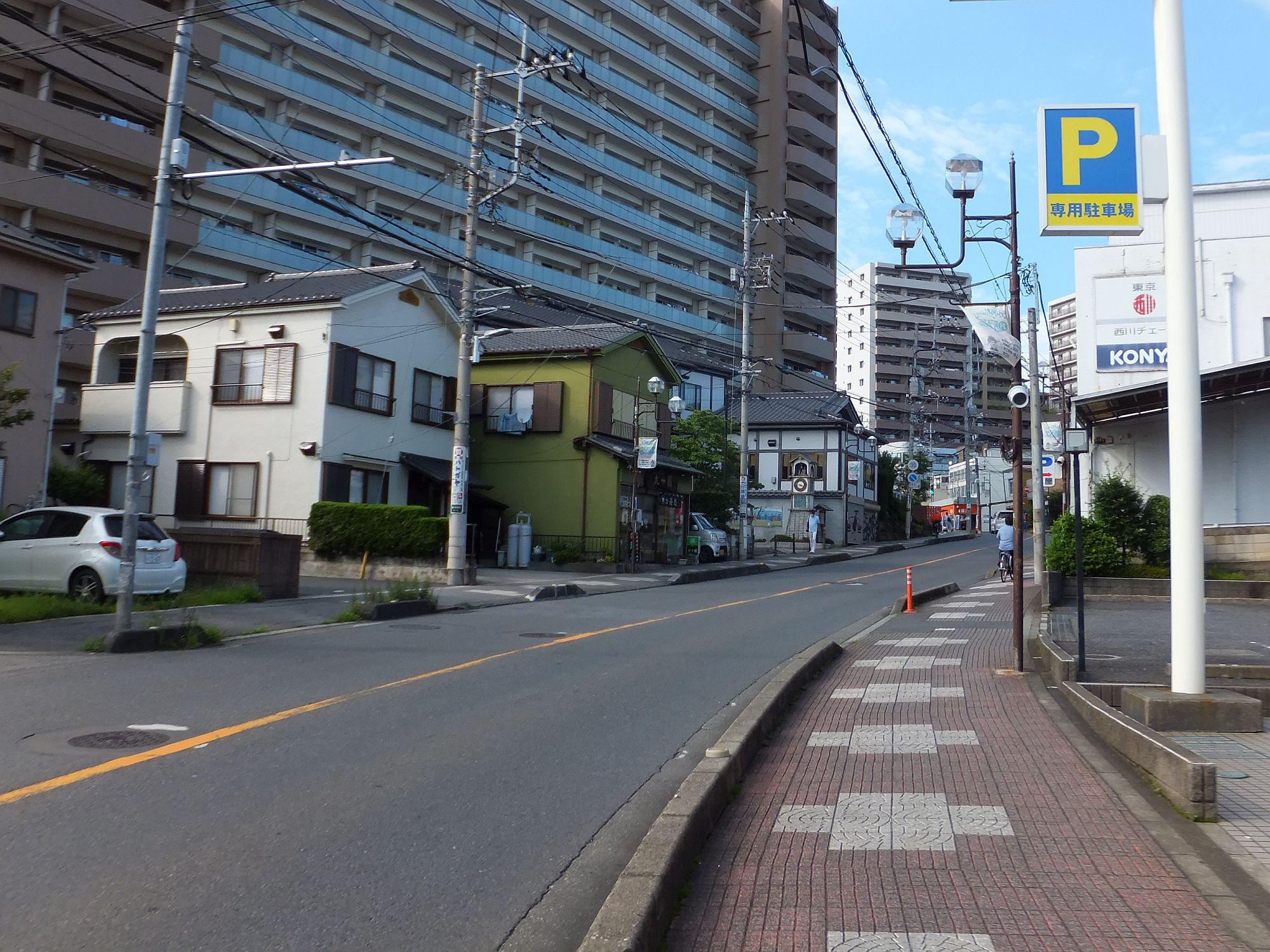
御成坂

## 隣の宿
日光御成街道
川口宿 - 鳩ヶ谷宿 - 大門宿